# مزققة بنفسجية
مزققة بنفسجية (الاسم العلمي:Ascobolus violascens) هي نوع من الفطريات تتبع جنس المزققة من الفصيلة المزققية.